# Sunday roast

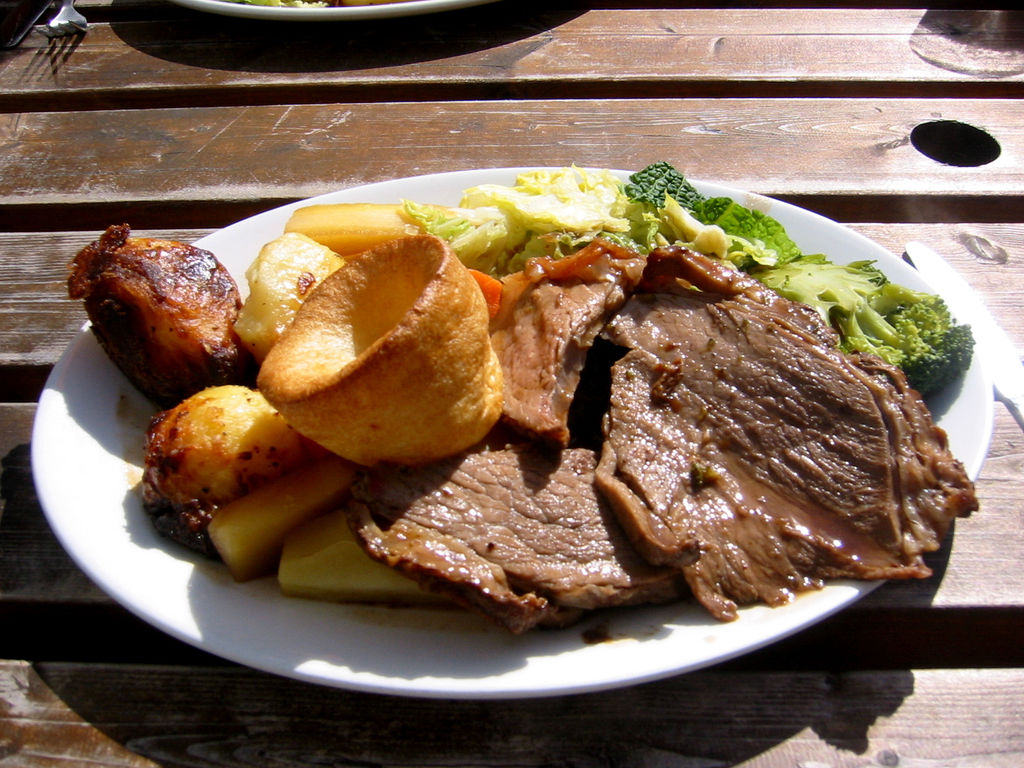
Sunday roast thường bao gồm thịt bò nướng, khoai tây nướng, các loại rau khác và bánh pudding Yorkshire.

Sunday roast (Món nướng Chủ nhật) là một bữa ăn chính truyền thống của Anh thường được phục vụ vào Chủ nhật. Thức ăn gồm có thịt quay, khoai tây nướng hoặc khoai tây nghiền và các món ăn kèm như bánh pudding Yorkshire, nhồi, nước sốt thịt và nước sốt bạc hà. Ngoài ra còn có các loại rau như súp lơ (thường là phô mai súp lơ), củ cải vàng nướng, mầm cải Brussels, các loại đậu, cà rốt, đậu Tây Ban Nha và bông cải xanh. Sunday roast cũng phổ biến ở nhiều vùng của Ireland, đặc biệt là ở Ulster (chủ yếu ở Bắc Ireland và Hạt Donegal).
Trong một cuộc thăm dò ở Anh, Sunday roast được xếp thứ hai trong danh sách những điều mà mọi người yêu thích ở Anh. Các tên khác cho bữa ăn này là bữa trưa chủ nhật, bữa tối nướng, nướng hoàn toàn và súc thịt ăn ngày chủ nhật. Bữa ăn thường được so sánh với một phiên bản ít hoành tráng hơn của một bữa tối Giáng sinh truyền thống.
Truyền thống dùng Sunday roast có ảnh hưởng lớn đến văn hóa ẩm thực ở các nước nói tiếng Anh. Sunday roast cũng là một bữa ăn truyền thống phổ biến ở Cộng hòa Ireland. Sunday roast của Ailen thường có thịt lợn hoặc giăm bông, thịt bò hoặc thịt gà, khoai tây (nghiền và/hoặc nướng), cà rốt, rau xanh (như đậu Hà Lan, đậu hoặc mầm cải Brussels) và nước sốt thịt. Ở Nam Phi cũng thường có cơm trong bữa Sunday roast.

### Thịt

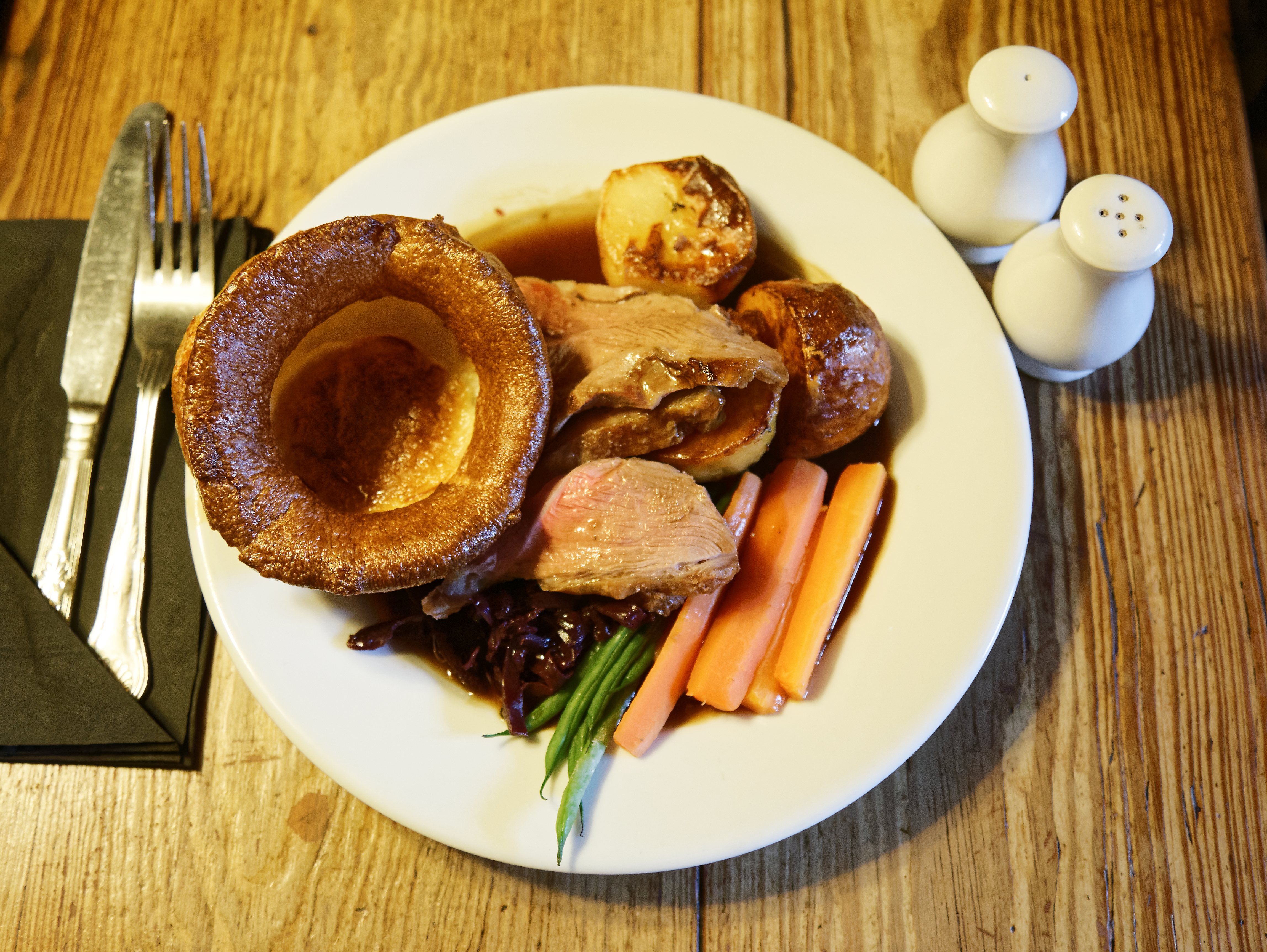
Sunday roast với thịt cừu nướng, khoai tây nướng, cà rốt, đậu xanh và bánh pudding Yorkshire

Sunday roast với sườn bò nướng, khoai tây nướng, nhiều loại rau và bánh pudding Yorkshire